# Septoria lachastreana
Septoria lachastreana är en svampart som beskrevs av Sacc. & Letendre 1882. Septoria lachastreana ingår i släktet Septoria och familjen Mycosphaerellaceae.   Inga underarter finns listade i Catalogue of Life.